# Alan Thompson (zapaśnik)
Alan Keith Thompson – australijski zapaśnik walczący w stylu wolnym. Zajął czwarte miejsce na igrzyskach wspólnoty narodów w 1986. Brązowy medalista mistrzostw Oceanii w 1986 roku.